# Негативный утилитаризм
Негати́вный утилитари́зм — это разновидность негативного консеквенциализма, согласно которой наш моральный долг заключается лишь в том, чтобы минимизировать общее количество несчастья, или же сначала минимизировать несчастье, а уже во вторую очередь — максимизировать общее количество счастья. Это разновидность утилитаризма, придающая более высокий приоритет уменьшению несчастья (то есть отрицательной полезности) по сравнению с увеличением счастья (то есть положительной полезности). Этим он отличается от классического утилитаризма, согласно которому уменьшение страданий морально эквивалентно увеличению удовольствий на то же число. Но согласно обоим версиям утилитаризма моральная правильность или неправильность чего-либо зависит исключительно от влияния на общее благополучие.
Наиболее известные виды негативного утилитаризма трактуют несчастье как страдание, поэтому предписывают минимизацию общего числа страданий. Однако такой взгляд на несчастье (то есть на отрицательное благополучие) не единственно возможный, поэтому возможны и разные варианты негативного утилитаризма. Помимо этого, можно выделить разные виды негативного утилитаризма по тому, какой именно характер носит приоритетность уменьшения несчастья над увеличением счастья.

## История
Идеи негативного утилитаризма имеют некоторые пересечения с древними традициями, такими как джайнизм и буддизм.
Схожую с негативным утилитаризмом идею можно встретить у психолога 19-го века Эдмунда Гурни.
Сам термин «негативный утилитаризм» был введен Родериком Ниньяном Смартом в 1958 в его ответе на Открытое общество и его враги (1945) Карла Поппера, где Смарт представил наиболее известный аргумент против негативного утилитаризма. В своей книге Поппер подчеркивает важность предотвращения страданий в политическом контексте, предлагая модифицировать предложенную Иеремией Бентамом формулу утилитаризма на «минимизируй страдания».
Обсуждения негативного утилитаризма становятся все более распространенными, особенно в последние десятилетия. Термин редко использовался до конца 20-го века, но сейчас переживает значительный всплеск использования. Это может быть связано с различными факторами, включая повышение доступности информации и рост движений, сфокусированных на уменьшении страданий.
Один из наиболее видных современных сторонников негативного утилитаризма, философ Дэвид Пирс, в своей работе Гедонистический Императив выступает за использование биотехнологий для устранения страданий у всех сентиентных существ. Другой известный сторонник, Брайан Томасик, подробно исследовал следствия негативного утилитаризма в контексте страданий животных и искусственных существ с точки зрения эффективного альтруизма. Исследованием негативного утилитаризма также занимались такие авторы как Магнус Виндинг, Тео Аянтайваль и Саймон Кнутссон.

## Дальнейшее чтение
- Alexander, Christopher (2014). Axioms of Morality and Ethics in Negative Utilitarianism. Reinvention: An International Journal of Undergraduate Research. BCUR 2014 Special Issue.
- Mayerfeld, Jamie (1996). The Moral Asymmetry of Happiness and Suffering. Southern Journal of Philosophy. 34 (3): 317–38. doi:10.1111/j.2041-6962.1996.tb00795.x.
- Mayerfeld, Jamie. Suffering and Moral Responsibility. — New York : Oxford University Press, 1999.
- Rast, Erich (2013). Evaluating Time-Continuous Action Alternatives from the Perspective of Negative Utilitarianism: A Layered Approach. Proceedings GV (Proceedings in GV – Global Virtual Conference). 1 (1): 349–351.
- Sikora, R. I. (1976). Negative Utilitarianism: Not Dead Yet. Mind. 85 (340): 587–88. doi:10.1093/mind/LXXXV.340.587. JSTOR 2253043.
- Walker, A. D. M. (1974). Negative Utilitarianism. Mind. 83 (331): 424–28. doi:10.1093/mind/LXXXIII.331.424. JSTOR 2252744.